# Red Lights
Red Lights är det svenska rockbandet Kid Downs tredje EP, utgiven 2008 på Epitaph Records. Skivan utgavs endast digitalt.

## Låtlista
1. "Red Lights" - 3:11
2. "Good Shituations" - 02:27
3. "On a Line" - 2:50
4. "Who's Your Villian" (unplugged) - 4:02
5. "Cut/Paste" (unplugged) - 3:29

### Fotnoter
1. ↑  ”Kid Down”. Svensk mediedatabas. http://smdb.kb.se/catalog/search?q=kid+down+typ%3Afonogram&sort=OLDEST. Läst 1 maj 2012.